# Finisce sempre così (Modà)
Finisce sempre così è un singolo del gruppo musicale italiano Modà pubblicato il 28 ottobre 2022 come primo estratto dall'ottavo album in studio Buona fortuna (parte terza).

## Video musicale
Il video, diretto da Matteo Alberti e Fabrizio De Matteis, è stato pubblicato in concomitanza del lancio del singolo sul canale YouTube del gruppo.

## Tracce
Testi e musiche di Francesco Silvestre ed Enrico Palmosi.
1. Finisce sempre così – 3:52